# Codice DX

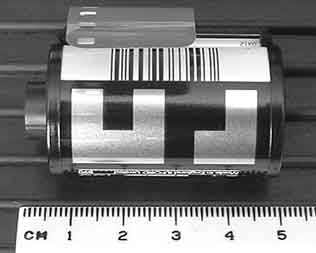
Caricatore 135 con codice a barre DX (in basso) e Codice DX CAS (in alto). Il Codice CAS si riferisce in questo caso a una pellicola da 125 ISO da 24 pose, con +3/−1 valori di tolleranza. Il codice DX a barre legge 017563, numero DX 109-12, 24 pose.

Il codice DX (Digital IndeX), è un sistema studiato per le pellicole 35 mm per l'impostazione automatica della sensibilità ISO tramite sensori appositi nel vano rullino della fotocamera e placche di contatto sul caricatore.

## Storia
Introdotto nel 1983 da Kodak, questo sistema consente di evitare errori di esposizione dovuti alla dimenticanza di tarare l'esposimetro sulla sensibilità della pellicola in uso.
I caricatori muniti di codice DX presentano delle placche disposte a seconda della sensibilità (ma anche del numero di fotogrammi e della Latitudine di posa). Le placche vengono lette da appositi sensori (fabbricati in oro, per garantire una buona trasmissione del segnale) presenti nell'alloggiamento del caricatore. 
Fotocamere di alto livello consentono anche una regolazione manuale degli ISO, utile se il rullino è privo delle placche (ad esempio vecchi rullini ribobinati artigianalmente in camera oscura). Quelle di basso livello (sia SLR che compatte) non consentono una regolazione manuale, quindi si è "costretti" a lasciare alla macchina la taratura ISO in ogni caso. Se viene inserito un caricatore sprovvisto di codice DX, la sensibilità impostata è sempre di 100 ISO, a prescindere da quella effettiva.